# Liste der Monuments historiques in Fossieux
Die Liste der Monuments historiques in Fossieux führt die Monuments historiques in der französischen Gemeinde Fossieux auf.

## Liste der Bauwerke
| Bezeichnung           | Beschreibung              | Standort               | Kennzeichnung | Schutzstatus | Datum | Bild           |
| --------------------- | ------------------------- | ---------------------- | ------------- | ------------ | ----- | -------------- |
| Kirche Ste-Marguerite | im 15. Jahrhundert erbaut | Rue de l’Église (Lage) | PA00106767    | Classé       | 1920  | weitere Bilder |